# Evergestis sophialis
Evergestis sophialis — вид лускокрилих комах родини вогнівок-трав'янок (Crambidae).

## Поширення
Вид поширений в Європі та Північній Азії до Південного Сибіру. Присутній у фауні України.

## Опис
Розмах крил 21-24 мм. Крила білого або блідо-синюватого кольору з поперечним малюнком з чорнуватих та світло-коричневих лусочок, які створюють загальне темне забарвлення. Є дві поперечні серединні зубчасті смуги білого кольору. Крила закінчуються бахромою білого кольору.

## Спосіб життя
Метелики літають з квітня по серпень. Трапляються на сухих луках та обабіч доріг. Личинки живляться листям кудрявця звичайного (Descurainia sophia).